# Mos maiorum
Mos maiorum е латински израз и в буквален превод на български значи: „обичаите на древните“ или „обичаите на предците“. Фразата е концентриран израз на завета към и на Древен Рим по отношение на изповядваните ценности със закодираната ценностна система заложена в римските конституции, и отразяваща разбирането на древните въз основа на мъдростта на историята за начина на организация на римското общество и съграждане на държавността.

## Употреба
Първата засвидетелствана употреба на израза го изкарва от устата на Катон Стари, който опитал безуспешно да възстанови традиционните римски добродетели, основани на уважението към труда, лоялността към родината, скромността и пестеливостта, и отказът от безделие, но римляните не послушали видния си гражданин и сенатор като авторитет. Викът на Цицерон в Сената: O tempora, o mores, отразява промяната или по-точно подмяната на ценностите в и на древноримското общество, въпреки изпълнението на личния завет на Катон от Рим от уважение към неговата памет – Ceterum censeo Carthaginem esse delendam.
С установяването на империума, Октавиан Август се опитва да възстанови древноримските ценности, които намират отражение и в издаваните по времето на империята т.нар. императорски конституции, които обаче не се спазвали и изпълнявали.